# Idriz Hošić
Idriz Hošić, né le 17 février 1944 à Prijedor (en Bosnie-Herzégovine), est un joueur de football bosnien, international yougoslave.
Au poste d'attaquant, Hošić compte deux sélections en équipe de Yougoslavie, dont la finale perdue de l'Euro 1968.

## Biographie
Formé au NK Željezničar Prijedor puis au FK Famos Hrasnica (en), Hošić est recruté en 1965 par le FK Partizan Belgrade où il joue comme milieu offensif ou attaquant. Gaucher, il brille par la puissance de son tir et son jeu de tête. Il joue en cinq saisons 73 matchs de championnat et marque 36 buts. Il est vice-champion de Yougoslavie en 1968 et 1970.
Le sélectionneur national Rajko Mitić fait appel à lui pour l'Euro 1968. Lors de la 2e finale il remplace Ilija Petković comme titulaire au milieu de terrain. La Yougoslavie s'incline face à l'Italie, pays hôte (2-0). Il ne compte finalement que deux sélections en équipe nationale, sans marquer.
En 1970, Hošić quitte la Yougoslavie pour le 1. FC Kaiserslautern, en Allemagne. En trois saisons, il joue 74 matchs et marque 31 buts en championnat. Il termine sa carrière sur une dernière saison au MSV Duisbourg, où il joue 11 matchs et marque 1 but en championnat, puis quelques mois au SC Westfalia Herne, en division inférieure.
Au moment de la guerre de Yougoslavie, il est emprisonné dans un camp. Le FC Kaiserslautern, par l'intermédiaire de Jürgen Friedrich (de), le fait venir en Allemagne avec sa famille où il prend des fonctions au centre de formation.